# نهر باتانغ هاري

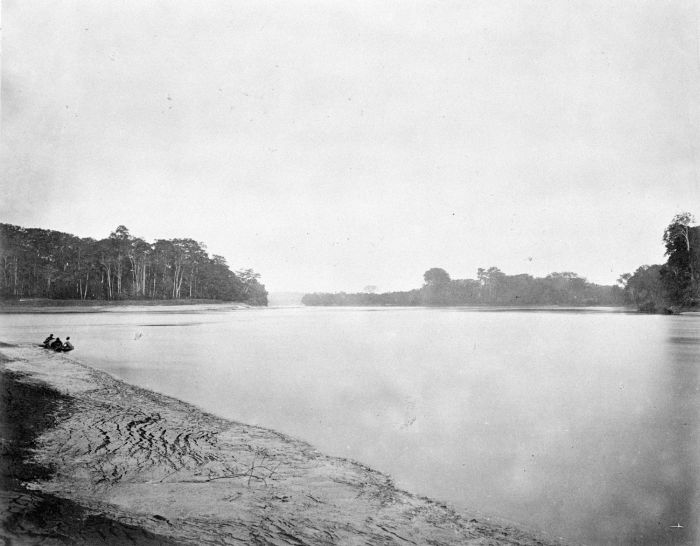
باتانج هاري صورت خلال حملة سومطرة 1877-79

نهر باتانغ هاري (بالإندونيسية: Batang Hari)‏ هو أطول نهر في سومطرة، إندونيسيا. ينشأ من مرتفعات مينانغكابو (موطن شعب المينانغكابو) ويتدفق إلى الساحل الشرقي لسومطرة. يعبر طريق سومطرة السريع (AH25) النهر في مدينة جامبي التي تقع بالقرب من مصب النهر. يتم استخدام النهر من قبل السكان المحليين لزراعة الأسماك، والنقل، والتعدين، والنظافة الشخصية.